# Shrewsbury Town Football Club

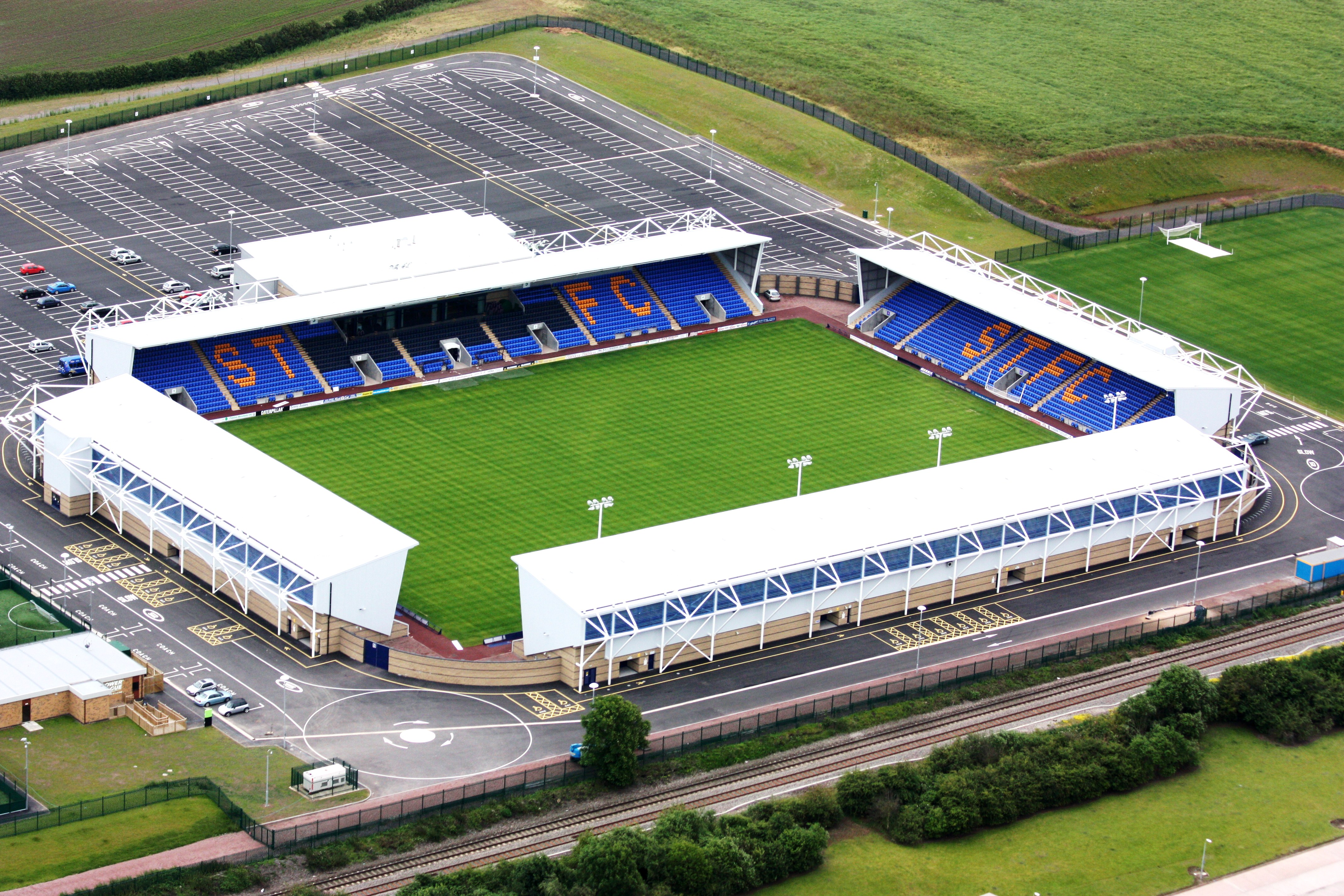
Montgomery Waters Meadow, Shrewsbury.

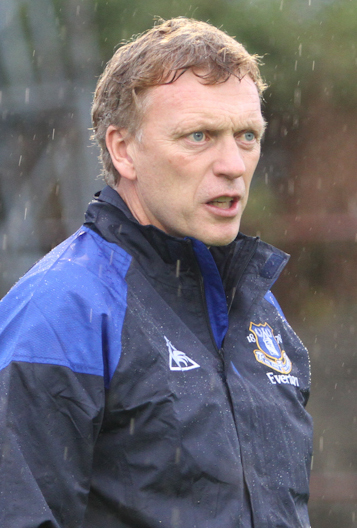
El exentrenador del Manchester United David Moyes jugó para el club entre 1987 y 1990.

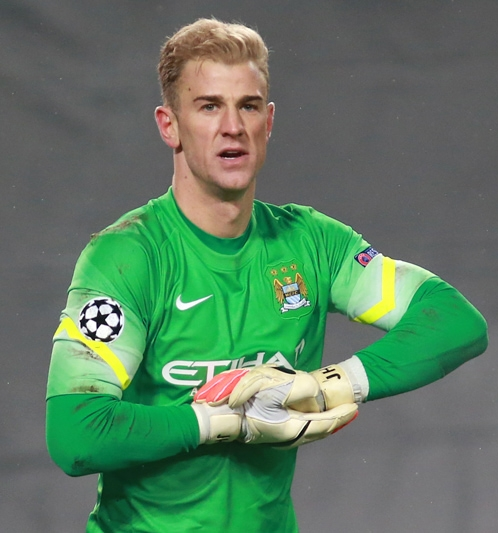
Joe Hart, campeón de la Premier League dos veces con el Manchester City, y con 75 internacionalidades con la selección inglesa, es el jugador más conocido salido de la cantera del Shrewsbury Town.

El Shrewsbury Town Football Club es un club de fútbol inglés de la ciudad de Shrewsbury, cerca de la frontera con Gales. Fue fundado en 1886 y juega en la Football League Two. Su indumentaria actual es camiseta de rayas azules y ámbar con pantalones azules, aunque en el pasado ha tenido llevado también camiseta azul y pantalones blancos.
Su estadio desde 1910 hasta 2007 fue Gay Meadow, en el centro de la ciudad, pero a partir de la temporada 2007-2008 se mudó al estadio New Meadow, con capacidad para 9.877 espectadores. Inicialmente el estadio llevó el patrocinio de la empresa Greenhous llamándose Greenhous Meadow y a partir de 2017 pasó a llamarse Montgomery Waters Meadow, también por motivos de patrocinio.

## Fundación
Shrewsbury Town fue fundado el 20 de mayo de 1886 en el Turf Hotel en Claremont Hill. Esto fue después de la desaparición del club de la misma localidad, Shropshire Wanderers. En sus primeras temporadas participaba en torneos regionales o partidos amistosos, en el 1890 fue admitido en la Sropshire & District League, cinco años después participó en la Birmingham & District League.
Al haber jugado durante dos décadas en distintas zonas de la ciudad, el club inglés fue movido al Gay Meadow, donde se mantuvo durante 97 años.

## Actualidad
Tras las buenas actuaciones de Graham Turner como entrenador del Shreswbury en la década de 1970 y 80, vuelve a asumir el cargo el 11 de junio de 2010. El equipo no pudo lograr el ascenso en la primera temporada, sin embargo, el club terminó en la cuarta posición. En la FA Cup 2011-12 fue eliminado en la tercera ronda por el Arsenal FC después de haber pasado por clubes como el Derby County y Swansea City. Después de descender en la temporada 2013-2014 a la Football League Two, volvió a ascender la temporada siguiente a la Football League One, dónde lleva desde entonces.

#### Vuelta a las gradas de pie
En 2018, Shrewsbury Town fue el primer equipo en la Football League en volver a tener gradas de pie en su estadio después de su abolición en estadios ingleses durante los años 90.

## Palmarés
- Copa de Gales (6):1891, 1938, 1977, 1979, 1984, 1985
- Football League One (1):1979
- Football League Two (2):1994, 2012

## Rivalidades
Shrewsbury Town tiene varios rivales por proximidad geográfica. Su rival más cercano es Telford United, aunque desde la temporada 2003-2004 no compiten en la misma división, ya que el Telford hizo fallida en 2004 y se refundó de nuevo pero en categorías muy inferiores.
Algo parecido sucedió con Hereford United y el Chester City, dos rivales fuertes a lo largo de la historia (sobre todo el primero) que entraron en quiebra en 2014 y 2010 respectivamente y se refundaron también varias divisiones por debajo.
Uno de los derbis más competitivos durante los años 80 y 90 fue con el Wrexham AFC, un equipo del otro lado de la frontera galesa. El descenso del Wrexham a la National League (quinta división) en 2007 ha resultado en que esta rivalidad no se haya disputado sobre el campo en más de 15 años.